# سازمان دفاع از جریان آزاد اطلاعات (DeFFI)

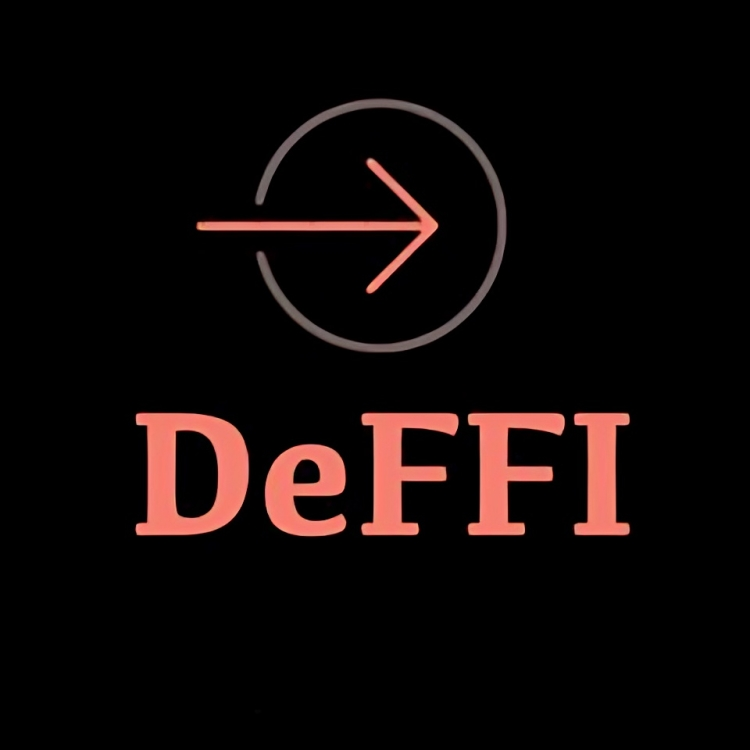
لگوی دفاع از جریان آزاد اطلاعات

دفاع از جریان آزاد اطلاعات در ایران (Defending Free Flow of Information Organazation)، سازمانی غیرانتفاعی است که در حوزه دفاع از آزادی بیان و مستندسازی سرکوب مطبوعات در ایران فعالیت می‌کند. 

## فعالیت‌ها و اهداف
دفاع از جریان آزاد اطلاعات، همزمان با اعتراضات «زن، زندگی آزادی» در سال ۲۰۲۲ و زمانی که جمهوری اسلامی موجی کم‌سابقه از سرکوب رسانه‌ها، بازداشت روزنامه‌نگاران و اختلال گسترده در اطلاع‌رسانی را آغاز کرد، تأسیس شد. این سازمان که با نام اختصاری دِفای (DeFFI) شناخته می‌شود، با مستندسازی سرکوب رسانه‌ها و روزنامه‌نگاران، برگزاری دوره‌های آموزشی، ارائه مشاوره امنیت دیجیتال و حمایت از فعالان رسانه‌ای و شهروندخبرنگاران، تلاش می‌کند به تقویت جریان آزاد اطلاعات در ایران کمک کند. این سازمان همزمان با همکاری با گزارش‌گر ویژه سازمان ملل در امور ایران و کمیته حقیقت‌یاب این نهاد، با ایجاد شبکه‌های حمایتی و اطلاع‌رسانی بین‌المللی، به دنبال جلب توجه و حمایت نهادهای بین‌المللی درباره وضعیت حقوق بشر در ایران است. دفای، توسط شماری از روزنامه‌نگاران، پژوهش‌گران حقوق بشر و حقوق‌دانان راه‌اندازی شده است.
اخبار و گزارش‌های سازمان دفاع از جریان آزاد اطلاعات، به دو زبان فارسی  و انگلیسی  در وبسایت‌های این سازمان منتشر می‌شود. گزارش‌های این نهاد حقوق بشری دربارهٔ سرکوب مطبوعات در ایران، منبع بسیاری از سازمان‌ها، نهادها و رسانه‌های ایرانی و بین‌المللی است. صدای آمریکا، روزنامه هارتص اسرائیل، اداره فدرال مهاجرت و پناهندگان آلمان، اندیشکده شورای سیاست‌گذاری ایالات متحده آمریکا، ایران اینترنشنال، دویچه وله آلمان، بی‌بی‌سی، رادیو اروپای آزاد و ده‌ها رسانه و نهاد دیگر از جمله نهادها و رسانه‌هایی هستند که گزارش‌های دفای را مورد استناد قرار داده‌اند. 

## سرکوب رسانه‌ها و روزنامه‌نگاران در ایران
روز ۲۲ اسفند ۱۴۰۳ (۱۲ مارس ۲۰۲۵)، «مای ساتو»، حقوق‌دان و گزارش‌گر ویژه حقوق بشر سازمان ملل در امور ایران، در گزارشی که برای ارائه به نشست شورای حقوق بشر سازمان ملل متحد تهیه و منتشر شد، با استناد به گزارش سازمان دفاع از جریان آزاد اطلاعات، وضعیت سرکوب آزادی بیان در ایران را نگران‌کننده توصیف کرد. 
در بند ۴۱ از صفحه ۹ از این گزارش که با عنوان «آزادی بیان، اجتماع و تجمع مسالمت‌آمیز» منتشر شد، گزارش‌گر ویژه حقوق بشر سازمان ملل در امور ایران، با استناد به گزارش دفای نوشت: «گزارشگر ویژه سازمان ملل متحد نگرانی جدی خود را در مورد تداوم محدودیت‌های گسترده در حق آزادی عقیده و بیان و آزادی تجمع مسالمت‌آمیز در جمهوری اسلامی ایران ابراز می‌کند. بازجویی، دستگیری، بازداشت و محکومیت برگزارکنندگان کارگری، فعالان حقوق فرهنگی، مدافعان حقوق بشر و روزنامه‌نگاران نه تنها آزادی بین این افراد را مستقیماً محدود می‌کند، بلکه تأثیر منفی بر اعمال آزادی بیان در کشور نیز می‌گذارد.»
پیش‌تر دفاع از جریان آزاد اطلاعات با انتشار گزارشی با عنوان «بررسی شاخص‌های آزادی مطبوعات در ۱۰۰ روز نخست ریاست جمهوری مسعود پزشکیان» نوشته بود: «در ۱۰۰ روز نخست ریاست جمهوری مسعود پزشکیان نه‌تنها تغییری معنادار در شاخص‌های آزادی مطبوعات در ایران مشاهده نشد بلکه اختلال سازمان‌یافته در اطلاع‌رسانی آزاد ادامه پیدا کرد، الگوی‌های سرکوب آزادی بیان توسعه یافت و ۷۸ رسانه و روزنامه‌نگار برخوردهای قضایی و امنیتی جمهوری اسلامی را تجربه کردند.» 
دفاع از جریان آزاد اطلاعات (DeFFI)، در گزارش سالانه سال ۲۰۲۴ میلادی خود درباره سرکوب روزنامه‌نگاران و رسانه‌ها در ایران نیز که بر پایه ۳۴۴ پرونده مستندشده توسط پژوهش‌گران این سازمان منتشر شد، اعلام کرد: «در سال ۲۰۲۴ میلادی، دست‌کم ۲۵۶ روزنامه‌نگار و رسانه برخورد قضایی و امنیتی جمهوری اسلامی را تجربه کردند، احکام زندان صادرشده علیه ۱۱ روزنامه‌نگار اجرا شد، دست‌کم ۳۶ روزنامه‌نگار و فعال رسانه‌ای بازداشت شدند، مجموعا ۶۹ سال و ۱۰ ماه زندان، ۱۱۰ ضربه شلاق و بیش از ۲۰۰ میلیون تومان جزای نقدی علیه روزنامه‌نگاران و فعالان رسانه‌ای صادر شد و نشر اکاذیب با ۲۰۵ بار، پرتکرارترین اتهام منتسب‌شده به روزنامه‌نگاران و رسانه‌ها بود.» 
بر پایه گزارش سازمان DeFFI، در شش ماهه نخست سال ۲۰۲۵، سرکوب اطلاع‌رسانی آزاد که از زمان انتخاب مسعود پزشکیان به ریاست جمهوری ابعادی جدید و پیچیده یافته بود، توسعه یافت، شاخص‌های آزادی بیان سطحی کم‌سابقه از سقوط را ثبت کرد، دست‌کم ۹۵ روزنامه‌نگار و رسانه‌ برخورد قضایی و امنیتی را تجربه کردند، مجموعا ۲۲ سال و سه ماه زندان و بیش از ۵۰ میلیون تومان جزای نقدی علیه اهالی رسانه صادر شد و جمهوری اسلامی تهدیدات فرامرزی علیه خبرنگاران ایرانی را با تصاعدی نگران‌کننده افزایش داد. 

## پرونده‌سازی علیه پژوهشگر ارشد سازمان DeFFI
در پی شکایت سازمان اطلاعات سپاه، قوه قضاییه جمهوری اسلامی ایران پرونده‌ای با اتهاماتی سنگین را علیه پرویز یاری، روزنامه‌نگار و پژوهشگر ارشد سازمان دفاع از جریان آزاد اطلاعات (DeFFI)، تشکیل داد. دویچه وله با انتشار این خبر اعلام کرد که دادگاه انقلاب زنجان پرویز یاری را به "تشکیل جمعیت غیرقانونی و تبانی علیه امنیت کشور" (ماده ۴۹۸)، "همکاری با دول متخاصم" (ماده ۵۰۸) و "تبلیغ علیه نظام" (ماده ۵۰۰ قانون مجازات اسلامی) متهم کرده است. به نوشته دویچه وله با استناد به این اتهامات سنگین، قاضی می‌تواند پرویز یاری را به بیش از ۲۰ سال زندان محکوم کند.
سازمان دفاع از جریان آزاد اطلاعات در واکنش به پرونده‌سازی علیه پرویز یاری با انتشار بیانیه‌ای با اعلام حمایت از پژوهشگر ارشد خود نوشت: «سازمان دفاع از جریان آزاد اطلاعات (DeFFI)، با اعلام حمایت از پرویز یاری، پرونده گشوده شده علیه پژوهشگر ارشد این سازمان را یکی از مصادیق تلاش‌های سازمان‌یافته جمهوری اسلامی برای به سکوت واداشتن روزنامه‌نگاران و مختل کردن اطلاع‌رسانی آزاد می‌داند. دِفای از قوه قضاییه جمهوری اسلامی ایران می‌خواهد، اجازه دسترسی وکیل آقای یاری به محتویات و مصادیق پرونده را بدهد، مانع از اعمال نفوذ سازمان اطلاعات سپاه در دادرسی پرونده شود، پرونده را برای رسیدگی در اختیار دادگاه صالح (دادگاه مطبوعات) قرار دهد و دادگاه را به شکل علنی و با حضور هیات منصفه برگزار کند.» 